# August Haake (Schauspieler)
August Haake (* 5. Mai 1793 in Königsberg in der Neumark; † 18. April 1864 in Darmstadt) war ein deutscher Theaterschauspieler und -leiter.

## Leben
Haake wuchs als Sohn eines Schneiders bei einem Oheim auf. Er genoss eine sorgfältige Bildung auf dem Gymnasium, war aber früh vom Theater fasziniert. August Wilhelm Iffland bezeichnete ihn als Bühnenbegabung, empfahl aber, mit einer Theaterlaufbahn noch zu warten. Daher ging Haake zunächst in seiner Heimatstadt als Kopist in den Staatsdienst. 1811 erhielt er schließlich von Iffland eine Empfehlung nach Stettin und begann dort seine Karriere als Schauspieler. In der Folge musste er sich als Mitglied von Wanderbühnen durchschlagen und litt bisweilen große Not. Schließlich fasste er am Karlsruher Hoftheater Fuß und sah sich in der Lage, die Schauspielerin Auguste Neustädt (1788–1880) zu heiraten. Nach weiteren Zwischenstationen gestaltete sich seine Karriere endlich erfolgreicher: 1818 arbeitete er unter August Klingemann in Braunschweig, wo er bis 1823 vorwiegend Liebhaber- und Heldenrollen übernahm und auch Regie führte. Nach weiteren Engagements hatte er seit 1829 die Direktion der Bühnen in Mainz und Wiesbaden inne, 1835 die des Breslauer Theaters. Über Braunschweig und Hamburg gelangte Haake nach Oldenburg, wo er 1841 von Ludwig Starklof als Regisseur und Schauspieler engagiert wurde. Ein Kritiker charakterisierte ihn 1841 als einen denkenden Künstler. Bereits nach vier Jahren gab er seine Stellung in Oldenburg aus gesundheitlichen Gründen auf. Später arbeitete er noch als Regisseur und Schauspieler in Frankfurt am Main und wirkte – nach einer Stellung als Theaterleiter in Heidelberg (1854) – auch noch in Meiningen und Nürnberg.